# Ležiachov
Ležiachov – wieś (obec) w północnej Słowacji, w powiecie Martin, w kraju żylińskim. 
Pierwsza pisemna wzmianka o miejscowości pochodzi z 1252 roku, jako terra quinque villarum. Wieś wchodziła w skład majątku Turciańskiego klasztoru. W obcojęzycznym nazewnictwie wieś była nazywana: Lesako (1534), Ležechowo (1534), Lezechow (1543), Leziachow (1565), Ležachow (1567), Ležyachow (1604), Lezsa (węgierski), Lezsajachó (węgierski), Ležiachowo (1920). Obecna nazwa Ležiachow jest od 1927 roku. W 1715 roku wieś posiadała 26 domów, w 1785 roku 37 domów i 311 mieszkańców. W 1828 roku we wsi było 32 domów i 259 mieszkańców. WQe wsi są domu murowane z XIX wieku.Ludność trudniła się uprawą lnu, konopi i szafranu, a także prowadziła przydomowa firmy i zajmowała się rzemiosłem. W 1952 roku została założona spółdzielnia rolnicza, w pracowali mieszkańcy. We wsi znajduje się kaplica pw. św. Jana Chrzciciela z lat 1811-1817. We wsi jest młyn zbożowy.
Wieś przynależy do powiatu Martin, jako gmina jednostkowa, na której czele stoi starosta gminy. Wieś posiada własny herb (ze św. Janem Nepomucenem) i flagę.
Starostowie Ležiachowa.
1990–2002. Ol’ga Davidikowá.
2002–2005. Josef Košút.
2006. Pavel Školnik.
2007– nadal Katarina Michalkowá.